# Tablice rejestracyjne w Egipcie

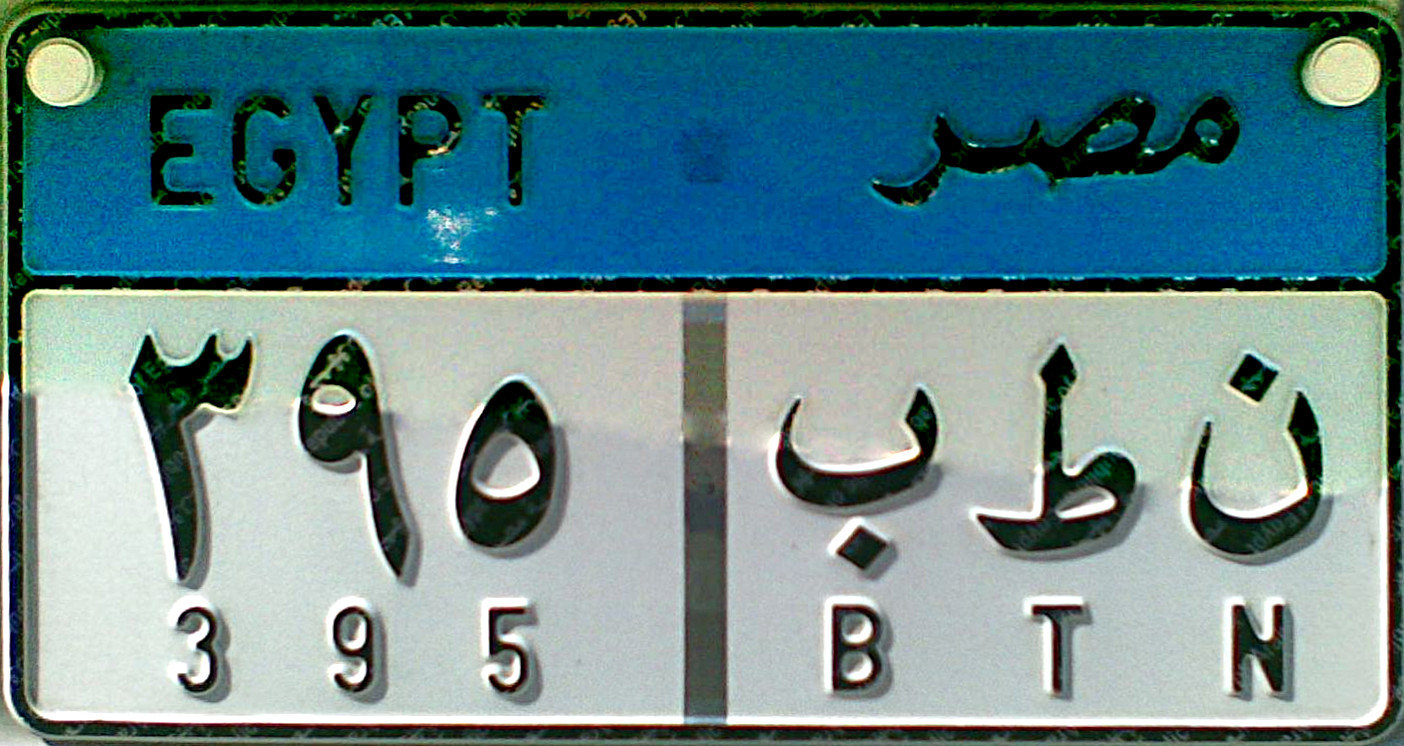
Błękitny kolor tablic samochodów osobowych. (Kair)

Egipskie tablice rejestracyjne, ich obecny wygląd stosowany jest od sierpnia 2008 roku. Egipskie tablice rejestracyjne wykonane są z aluminium, są prostokątne, a ich rozmiar zbliżony jest do tablic z USA (rozmiar 17x35 cm).
W górnej części, po lewej stronie znajduje się napis „Egipt” w języku angielskim, zaś z prawej w arabskim. Poniżej znajduje się właściwy numer pojazdu.

## System numeryzacji.

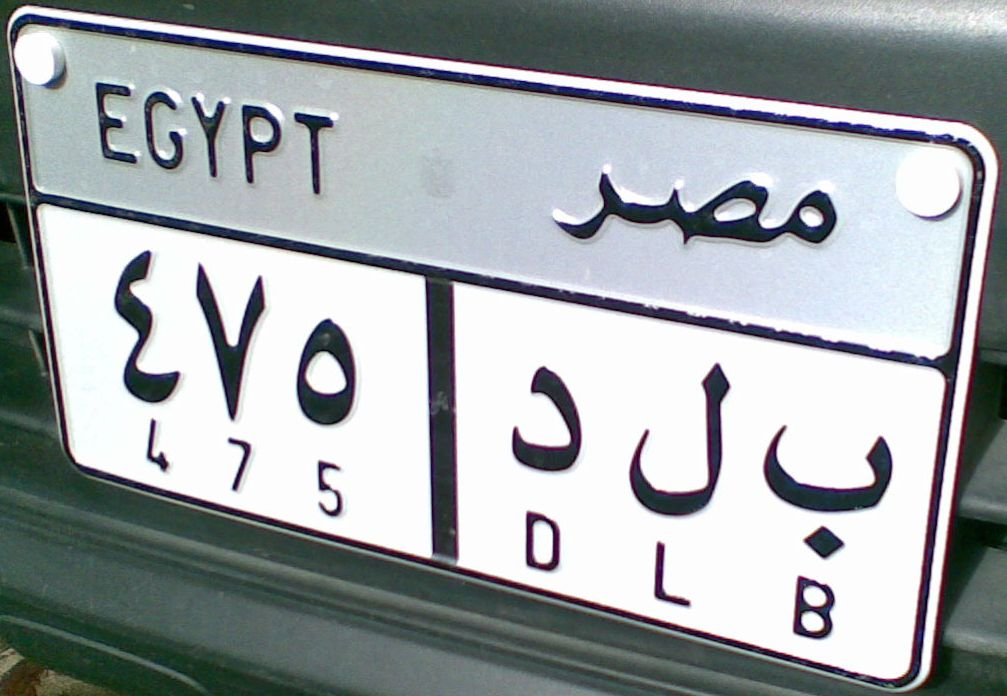
Szary kolor tablic autobusów / busów. (Kair)

- Dla Kairu: 000 – ... (0 – cyfry, . – litery; poniżej znaków arabskich widnieją ich formy europejskie)
- Dla Gizy: 0000 – ..
- Dla reszty kraju: 0000 – ...

## Sposób rejestracji
Samochody otrzymują różne kolory górnej części tablic (przy napisie Egipt), ze względu na rodzaj pojazdu:
- samochody osobowe, prywatne – kolor błękitny
- taksówki – kolor pomarańczowy
- ciężarówki – kolor czerwony
- autobusy, busy – kolor szary
- limuzyny, pojazdy rekreacyjne – kolor beżowy
- pojazdy dyplomatyczne – kolor zielony
- pojazdy wolne od cła – kolor żółty

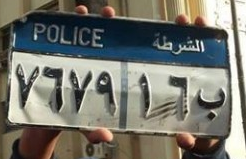
Granatowy kolor tablic pojazdów policyjnych.

- policja – kolor granatowyGranatowy kolor tablic pojazdów policyjnych.

## Zabezpieczenia przed pomyłką

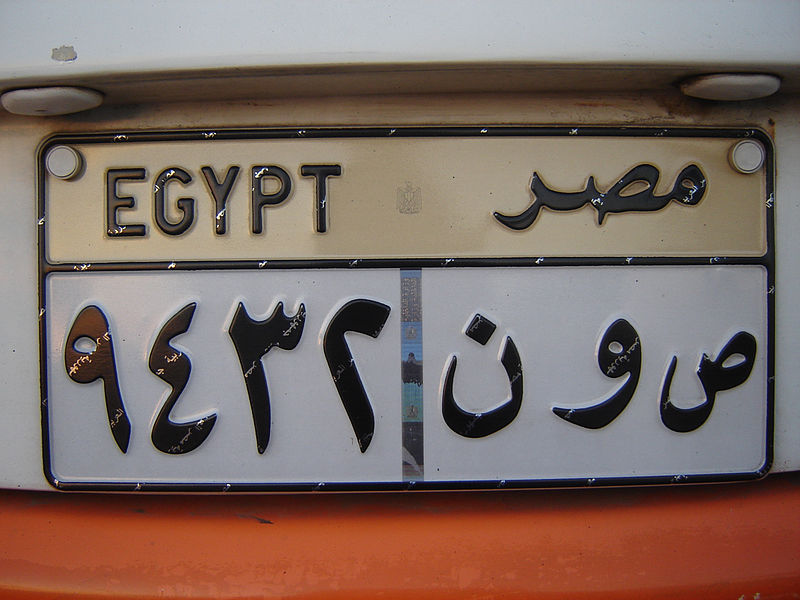
Beżowy kolor tablic pojazdów rekreacyjnych.

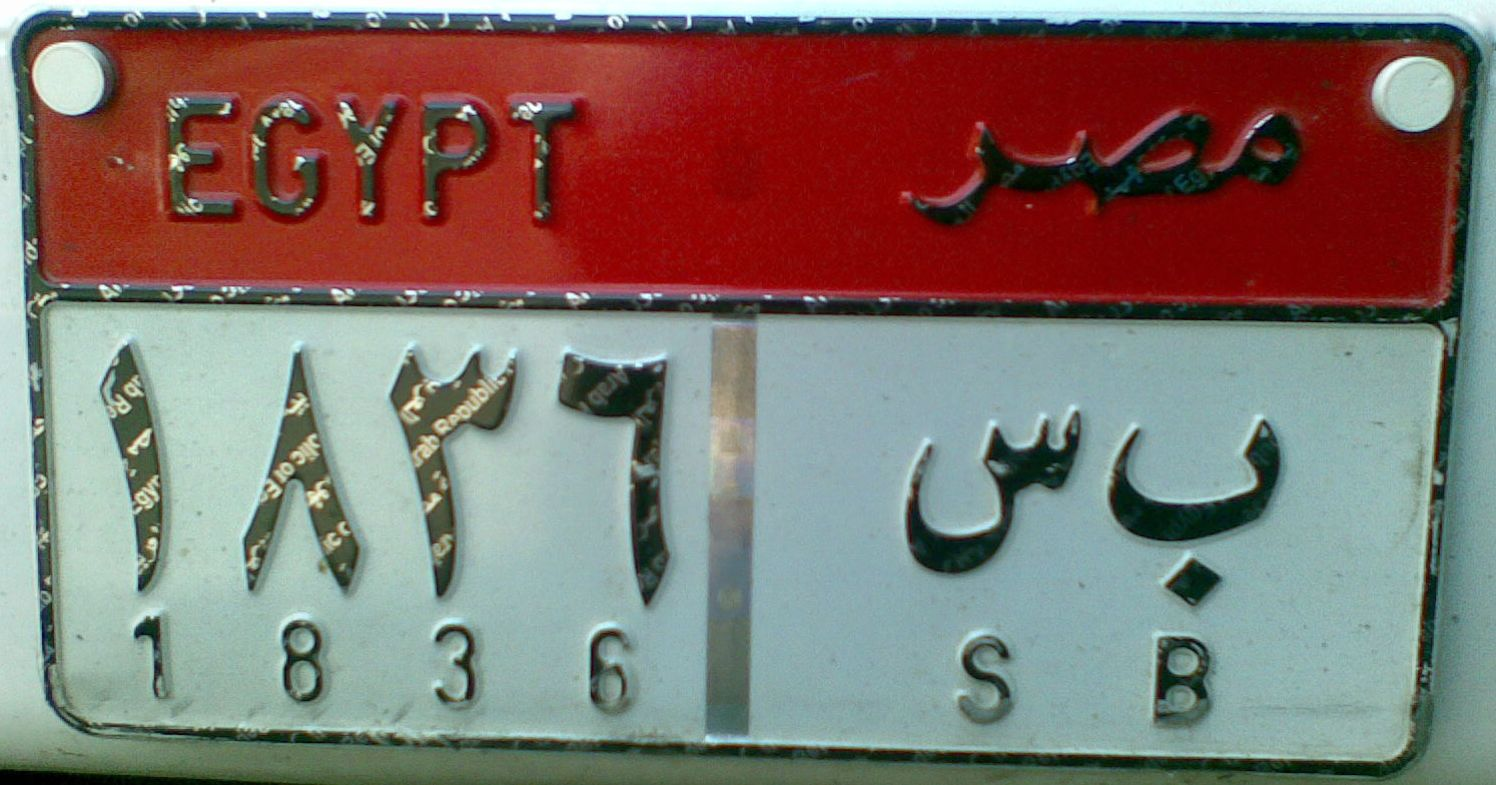
Czerwony kolor tablic pojazdów ciężarowych. (Giza)

- Aby zmniejszyć ryzyko pomyłki z powodu wizualnego podobieństwa między literami arabskimi, tylko ograniczona liczba liter jest dziś używana na tablicach rejestracyjnych. Wybrano 17 liter z Alfabetu arabskiego oraz ich europejskie odpowiedniki:
- أ       A
- ب     B
- ج     G
- د       D
- ر      R
- س     S
- ص    C
- ط      T
- ع     E
- ف     F
- ق      K
- ل     L
- م      M
- ن      N
- ه      H
- و      W
- ی     Y